# Tỉnh Qena

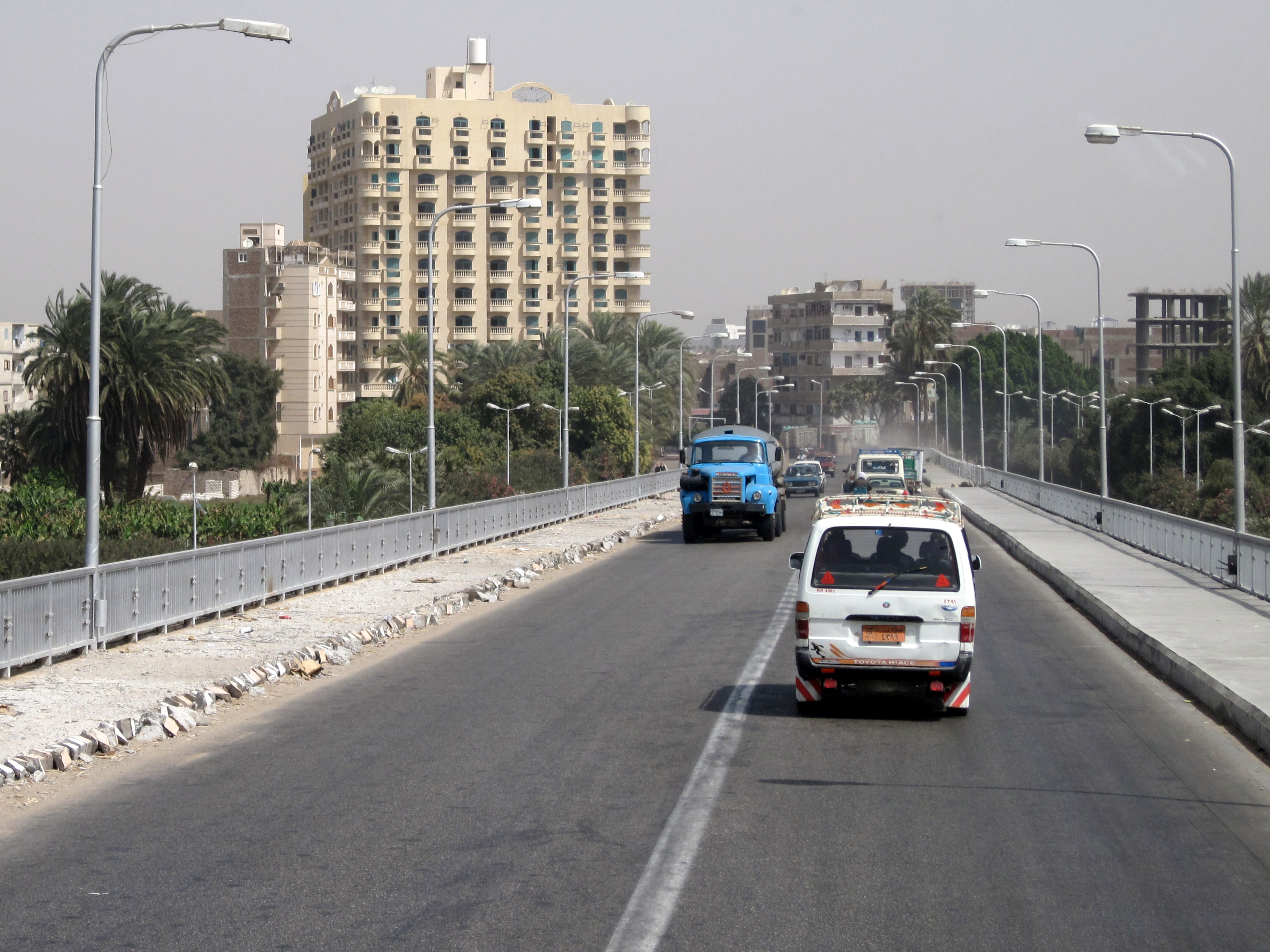
Một cây cầu bắc qua sông Nin ở tỉnh Qena

Tỉnh Qena (Tiếng Ả Rập: قنا Qinā, tiếng Coptic: ⲕⲱⲛⲏ Konē) là tỉnh lớn nhất trực thuộc thủ đô của Ai Cập, nằm cách thủ đô Cairo khoảng 596 km về phía Nam. Tỉnh này có dân số là 4.354.020 người năm 2020. Tỉnh này được nhiều người từ tất cả các quốc gia đến thăm vì đây là một thành phố du lịch liên kết với thành phố Luxor.
1. ↑  "الصعيد فى القلب.. مدينة غرب قنا الجديدة بمواصفات عالمية على أرض مصرية". اليوم السابع (bằng tiếng Ả Rập). ngày 25 tháng 12 năm 2021. Truy cập ngày 27 tháng 2 năm 2023.
2. ↑  "582 مليون جنيه لمخطط قنا الجديدة". جريدة المال (bằng tiếng Ả Rập). ngày 18 tháng 8 năm 2015. Truy cập ngày 27 tháng 2 năm 2023.
3. ↑  akhbarelyom, Developed By team (ngày 27 tháng 12 năm 2022). "محافظ قنا يتفقد الأعمال الإنشائية بمحور أبو تشت - دار السلام". بوابة اخبار اليوم. Truy cập ngày 27 tháng 2 năm 2023.
4. ↑  "تاريخ قنا". www.qena.gov.eg. Truy cập ngày 27 tháng 2 năm 2023.